# Institut für Neue Medien
Das Institut für Neue Medien (INM) mit Sitz in Frankfurt am Main wird seit 1994 unter Trägerschaft des Institut für Neue Medien e. V. als autonome Plattform im Aufgabengebiet Neue Medien Forschung und Entwicklung und Internet Anwendungen und Lösungen geführt. Gegründet wurde es bereits 1989 als An-Institut der Städelschule, Staatliche Hochschule für Bildende Künste, Frankfurt, und hatte sich von 1990 bis 1994 als avantgardistisches Experimentallabor für interaktive Medienkunst etabliert. Das INM ist als offene „Plug-In“-Plattform organisiert, an die Personen, Institutionen und Unternehmen mit ihren individuellen Projekten andocken können. Es bietet Raum, Logistik und Netzwerke für Projekte und Diskurse rund um die Gegenwart und Zukunft der Neuen Medien und der Wissensgesellschaft. Mit seinen theoretischen und anwendungsbezogenen Forschungsprojekten bildet das INM eine Brücke („bridging“) zwischen Wissenschaft und Gesellschaft, Wirtschaft und Kreativen („public science“). Die transdisziplinäre und intermethodische Denkweise – zwischen Kunst, Wissenschaft und Anwendung – der Protagonisten am INM ist wesentliche Voraussetzung für den Umgang mit der neuen Medien (R)Evolution in unserer real-virtuellen Umwelt.

## Geschichte
Das INM wurde 1989 als Institut der Städelschule, Staatliche Hochschule für Bildende Künste Frankfurt, gegründet. Seit 1994 wird das INM unter Trägerschaft des Institut für Neue Medien (IfNM) e. V. selbständig und autonom geführt.
Als An-Institut der Städelschule war das INM zuständig für die postgraduierte Ausbildung von „Neuen Medien KünstlerInnen“, für die Entwicklung theoretischer Grundlagen der „Neuen Medien – Kunst und Wissenschaft“ und der Realisierung von Projekten der „(Interaktiven) Neuen Medien Kunst“. Dazu sagte Peter Weibel, der erste Direktor des INM 1992: „Die StudentInnen sind KünstlerInnen in einem postgraduellen Ausbildungsstadium und kommen aus allen Disziplinen: Bühnenbild, bildende Kunst, neue Medien, aber auch Philosophie, Physik und Informatik. Gastprofessoren wie Steina und Woody Vasulka, Matt Mullican, Jeffrey Shaw, Holger van den Boom, Dara Birnbaum, Dan Graham und gelegentliche Lehrbeauftragte haben das Lehr- und Ausbildungsangebot in den letzten Jahren erweitert.“
Für die Produktion standen den Mitarbeitern und Gästen Experimentallabore für Video, Audio und Computergrafik zur Verfügung. Dazu Kasper König (Rektor der Städelschule) in der Gründungspressekonferenz im Jahre 1990: „Die Gesellschaft der westlichen Welt ist fast zur Gänze durchmediatisiert. In fast allen Lebensbereichen leisten die neuen Medien, computergestützten Maschinen und Netzwerke wertvolle Dienste. Eine Kunsthochschule sollte diesen Istzustand der Gesellschaft annehmen und ihre Studierenden auf diese Wirklichkeit vorbereiten. Dies geschieht auch dadurch, daß versucht wird, die künstlerische Dimension dieser neuen Medien zu untersuchen, wie es am Institut geschieht.“ In den ersten Jahren entwickelte sich das INM zum überaus erfolgreichen Inkubator für postgraduierte, selbständiger Künstler. Der attraktive Kontext, die Nestwärme und die Diskurse zeigten nachhaltige Wirkung: etwa 45 postgraduierte Künstler und Wissenschaftler arbeiteten in den ersten fünf Jahren am INM, von denen anschließend zeitweise mehr als 10 internationale Professuren besetzt werden konnten. Darüber hinaus war das INM in Frankfurt ein weltweit bekannter „Hot Spot“ für die „Neue Medien Szene“, was zum einen auf die verkehrstechnisch ideale Lage in Frankfurt am Main vor allem aber auf die globale Wirkung und die umfangreichen Aktivitäten seines Direktors Peter Weibel, heute Direktor des Zentrum für Kunst und Medientechnologie (ZKM) Karlsruhe, zurückzuführen war.

## Trägerverein
Das INM-Institut für Neue Medien (INM) wird seit 1994 unter Trägerschaft des Institut für Neue Medien e. V. (IfNM e. V.) als gemeinnütziger Verein geführt. Institutsdirektor ist Michael Klein. Die Vorstände sind Claus Möbius, Geschäftsführer MTS-Moenus Treuhand und Steuerberatungsgesellschaft, Frankfurt am Main; Mark Mattingley-Scott, Prinzipal – Sensor & Actuator Solutions EBO, IBM – Deutschland GmbH; Gerd Döben-Henisch, Professor an der Fachhochschule Frankfurt am Main.
Die Trägerschaft über den IfNM e. V. sichert dem INM seine Gemeinnützigkeit und Selbständigkeit. Das INM konnte sich so seine wirtschaftliche Unabhängigkeit auch in den turbulentesten Zeiten der vergangenen Jahre bewahren. Die schlanke und anpassungsfähige Struktur widerstand den Verlockungen des Internet Hype und dem Sog des Niedergangs der New Economy. Das INM war sowohl inhaltlich wie organisatorisch immer ein Brennglas der Entwicklungen und Strömungen der Neuen Medien Szene. Als autonome, von ehrenamtlichem Engagement eines gemeinnützigen Vereins und persönlichem Enthusiasmus getragene Institution, ist das Institut angetreten auch zukünftig einerseits unabhängig, gleichzeitig aber in synergetisch idealer Weise mit öffentlichen und privaten Institutionen im Raum Frankfurt-Rhein Main zu kooperieren.

## Auftrag und Projekte
Das INM versteht sich als „Plug-In“-Plattform, an die sich Personen, Institutionen und Unternehmen mit ihren individuellen Projekten andocken können. Das Institut ist Inkubator für transdisziplinäre Projekt-Kooperationen in den Bereichen „Wissenschaft & Kunst, Virealität & Anwendungen, Netzwerk & Diskurse“. Das Strukturkonzept einer realen wie virtuellen Plattform – real in der Loft des INM und virtuell im Internet – eng verbunden mit der Region FrankfurtRheinMain doch „global by location“, bestimmt sowohl konzeptionell wie programmatisch die Zukunft des INM. Über seine Projekte und sein eigenes Eventprogramm beabsichtigt das INM auch zukünftig zum inhaltlichen Diskurs zwischen Forschern und Gesellschaft, Kreativen und Wirtschaft in den Themenfeldern Wissen und Neue Medien beizutragen.
Das INM-Institut für Neue Medien ist rein Projekt bezogen organisiert. Alle Forschungs- und Entwicklungsmaßnahmen, wie auch die Portalplattformen werden aus akquirierten Drittmitteln oder Aufträgen finanziert. Das Veranstaltungsprogramm wird über Kooperationen und Sponsorenunterstützung und zum Teil über Vereinsmittel finanziert. Das INM steht mit seinen realisierten Projekten nicht in Konkurrenz zu kommerziellen Produktionen im Markt. Vielmehr realisiert das Institut non-profit Projekte und vor allem experimentelle Anwendungen. Dazu verfügt es über ein Netzwerk von Kollegen, Partnern und Spezialisten, die in den verschiedensten Disziplinen Aufgaben im Rahmen der Projekte übernehmen.
Wissen, Interaktion und Vernetzung – Anwendungsbezogene Entwicklungsprojekte
- Open Knowledge Simulation Modelling (OKSIMO)
- Wissensportal FrankfurtRheinMain mit Wissensatlas
- Science4FrankfurtRheinMain (S4FRM)
- Wissensportal der Europäischen Partnerregionen Hessens
- Public Space Projects – Projekte des öffentlichen Raums

Wissenschaft und Kunst – Theoretischen Grundlagenforschung und Residences am INM
- Performative Wissenschaft
- Virealität
- Artists / Scientists in Residence

Veranstaltungen und Diskurse
- unplugged heads (Diese offene Diskurs-Veranstaltung findet monatlich im INM-Institut statt. Kollegen aus dem Kreise des INM laden einen Referenten zu einem aktuellen Thema aus ihrem Interessengebiet ein und diskutieren gemeinsamen im Dialog mit dem Publikum.)
- Wissenschaftssalons
- Visual Music Award (Nachwuchs-Kreativ-Wettbewerb, der im Geiste der Malerei mit Zeit, der Lichttonsinfonie und der Augenmusik (visual music), Kompositionen von Filmen oder Animationen nach musikalischen Prinzipien auszeichnet.)

Internet und Portal Plattformen Kunst, Kultur und Wissen(-schaft) am INM
- Kunst im öffentlichen Raum Frankfurt
- Wissensregion FrankfurtRheinMain
- Science4FrankfurtRheinMain
- Projekte des Öffentlichen Raums
- Wissenportal der Europäischen Partnerregionen Hessen

Portal Projekte des INM-Service Netzwerks
- Oper Frankfurt
- Hypermediales Echtzeit Verkehrsinformationssystem, Hessische Straßen- und Verkehrsverwaltung
- Unternehmensauftritt IVM Integriertes Verkehrsmanagement FrankfurtRheinMain GmbH
- Institutionenwebsites
- Zahlreiche Unternehmens-Webauftritte

## Partner-Vereine
- Verein zur Förderung von Phonographie und experimenteller Musik e. V. Der Verein richtet seine zweimonatliche Konzertreihe "Phonophon" aus den Bereichen der Phonographie und der experimentellen Musik am Institut für Neue Medien aus.
- Das Institut für Neue Medien ist Gründungsmitglied im DigitalHub FrankfurtRheinMain e. V. Ziel: Förderung der digitalen Infrastruktur Frankfurt am Main und der Region FrankfurtRheinMain.
- Das Institut für Neue Medien ist Gründungsmitglied des CLUK-Cluster der Kreativwirtschaft in Hessen e. V. Ziel: Bündelung der Interessen der Kreativwirtschaft in Hessen.